# 윌리엄나가르
윌리엄나가르(Williamnagar)는 인도 동북부 메갈라야 주에 있는 도시이다.